# Saint-Georges-d'Aunay
Saint-Georges-d'Aunay is een plaats en voormalige gemeente in het Franse departement Calvados in de regio Normandië. De plaats maakt deel uit van het arrondissement Vire.

## Geschiedenis
Op 1 januari 2016 fuseerde de gemeente met Coulvain tot de commune nouvelle Seulline.

## Geografie
De oppervlakte van Saint-Georges-d'Aunay bedraagt 23,8 km², de bevolkingsdichtheid is 27,6 inwoners per km².
De onderstaande kaart toont de ligging van Saint-Georges-d'Aunay met de belangrijkste infrastructuur en aangrenzende gemeenten.

## Demografie
Onderstaande figuur toont het verloop van het inwonertal (bron: INSEE-tellingen).
Vanwege een beveiligingsprobleem met de MediaWiki Graph-software is het momenteel niet mogelijk deze grafiek weer te geven. Zodra de software is bijgewerkt zal de grafiek vanzelf weer zichtbaar worden.
La Bigne · Coulvain · Saint-Georges-d'Aunay